# نيكولاس أوسورنو
نيكولاس أوسورنو (بالإسبانية: David Nicolás Osorno)‏ (و. – م) هو سياسي من نيكاراغوا .
وهو عضو في حزب محافظي نيكاراغوا، تولى رئاسة الدولة بالإنابة من 1 حتى 5 أغسطس 1889. 